# Civitas (volleybal)
Civitas is een volleybalclub uit Venlo-Zuid.
De club ontstond in 1998 door de fusie van VC Stella Duce met de Venloos-Tegelse fusieclub Valuas-VCT. Aanvankelijk werd gespeeld in sporthal Groenveld, maar sinds 2013 wordt gespeeld in sporthal Ruben Kogeldans, de sportfaciliteit van College Den Hulster.
De club telt 7 seniorenteams, 6 jeugdteams en 5 recreantenteams. De seniorenteams komen uit in de volgende klassen:
- Dames 1: 1e klasse I
- Dames 2: 3e klasse K
- Dames 3: 4e klasse C
- Heren 1: Promotieklasse D
- Heren 2: 2e klasse G
- Heren 3: 2e klasse H
- Heren 4: 3e klasse F[1]